# NGC 6150B
NGC 6150B је лентикуларна галаксија у сазвежђу Херкул која се налази на NGC листи објеката дубоког неба.
Деклинација објекта је + 40° 28' 32" а ректасцензија 16h 25m 44,4s. Привидна величина (магнитуда) објекта NGC 6150 износи 14,3 а фотографска магнитуда 15,3. NGC 6150B је још познат и под ознакама MCG 7-34-27, IRAS 16240+4035, PGC 58100.